# A Lego Ninjago film
A LEGO NINJAGO film (eredeti cím: The LEGO NINJAGO Movie) 2017-ben bemutatott egész estés amerikai 3D-s számítógépes animációs film, amelyet Charlie Bean, Paul Fisher és Bob Logan rendezett. A forgatókönyvet Bob Logan, Paul Fisher, William Wheeler, Tom Wheeler, Jared Stern és John Whittington írta, a zenéjét Mark Mothersbaugh szerezte, a producere Dan Lin, Phil Lord, Christopher Miller, Chris McKay, Maryann Garger és Roy Lee volt. A film gyártója a Warner Animation Group, forgalmazója a Warner Bros. Pictures.
Amerikában 2017. szeptember 22-én, míg Magyarországon egy nappal korábban, 2017. szeptember 21-én mutatták be a mozikban.

## Történet
NINJAGO csöpp szigetét rejtélyes ellenség ostromolja. Még szerencse, hogy hat legyőzhetetlennek tűnő nindzsa minden éjszaka harcba száll, és meghökkentő fegyverarzenálja segítségével visszaveri az ellenséget.

## Szereplők
| Szereplő         | Eredeti hang    | Magyar hang      |
| ---------------- | --------------- | ---------------- |
| Wu mester        | Jackie Chan     | Harsányi Gábor   |
| Lloyd            | Dave Franco     | Baradlay Viktor  |
| Cole             | Fred Armisen    | Szvetlov Balázs  |
| Jay              | Kumail Nanjiani | Moser Károly     |
| Kai              | Michael Peña    | Markovics Tamás  |
| Nya              | Abbi Jacobson   | Molnár Ilona     |
| Zane             | Zach Woods      | Széles Tamás     |
| Nindzsa komputer | Alex Kauffman   | Bertalan Ágnes   |
| Garmadon         | Justin Theroux  | Király Attila    |
| Olivia tábornok  | Ali Wong        | Gáspár Kata      |
| Terri Kocka      | Charlyne Yi     | Berkes Bence     |
| Asimov Kocka     | Yanara Taing    | Imre István      |
| Koko             | Olivia Munn     | Kis-Kovács Luca  |
| Robin Roberts    | Robin Roberts   | Kraszkó Zita     |
| Michael Strahan  | Michael Strahan | Harsányi Levente |
| Jake, a Kölyök   | Kaan Guldur     | Kadosa Patrik    |

## Magyar változat
A szinkront a Mafilm Audio Kft. készítette 2017-ben.
- Magyar szöveg: Tóth Tamás
- Hangmérnök: Jacsó Bence
- Rendezőasszisztens és vágó: Kajdácsi Brigitta
- Gyártásvezető: Fehér József
- Szinkronrendező: Dóczi Orsolya
- Felolvasó: Bognár Tamás

További magyar hangok: Bárány Virág, Berecz Kristóf Uwe, Bolla Róbert, Bor László, Czető Ádám, Farkas Zita, Fehérváry Márton, Gyurin Zsolt, Hábermann Lívia, Hajtó Aurél, Hám Bertalan, Hermann Lilla, Horváth-Töreki Gergely, Joó Gábor, Kálmán Barnabás, Király Adrián, Kretz Boldizsár, Lipcsey-Colini Borbála, Lovas Dániel, Mayer Marcell, Mesterházy Gyula, Pekár Adrienn, Pupos Tímea, Schmidt Andrea, Suhajda Dániel, Tóth Márk, Tóth Szilvia, Trencsényi Ádám

## Kapcsolódó média

### Rövidfilmek
- 2016. szeptember 23-án megjelent a „The Master: A LEGO NINJAGO Short”, amely A LEGO NINJAGO filmhez készült.
- 2017. október 2-án, a YouTube-on megjelent a „The LEGO NINJAGO Movie Outtakes and Bloopers”, amely a film bakijait és törölt jeleneteit mutatja be.

#### SDCC Greeting
- Amerikában 2017. július 19-én jelent meg: Lloyd és rettegett apja, Lord Garmadon úgy dönt, hogy San Diego-ba látogatnak A LEGO NINJAGO film bemutatója alkalmából.
- Magyarországon 2017. szeptember 11-én jelent meg, a magyar fővárossal: Lloyd és rettegett apja, Lord Garmadon úgy dönt, hogy Budapestre látogatnak A LEGO NINJAGO film bemutatója alkalmából.

#### Back to School
2017. augusztus 25-én jelent meg: Nya elmeséli a nézőnek a nindzsák titkait a NINJAGO középiskolában.

#### Garmadon’s Countdown
2017. november 11-én jelent meg. Garmadon, Omar és GPL Tech visszaszámol A LEGO NINJAGO film digitális megjelenéséig.

#### Turn Off Your Phone
A nindzsák éppen a moziban filmet néznek, amikor Garmadon felhívja Lloydot.

#### Put On Your Glasses
Garmadon próbálja felvenni a napszemüvegét a mechájával, de a tudósai visznek neki egy óriási napszemüveget. Lloyd megijeszti és kizuhan a képből.

#### NINJAGO Exclusive Blu-Ray
A GPL Tech bemutatja Garmadonnak a megfoghatatlan blu-ray-t.

#### Garmadon’s Digital Shark Choir
2017. december 12-én jelent meg: Garmadon karácsonyi éneket ad elő cápáival, hogy megünnepeljék A LEGO NINJAGO film digitális megjelenését.

#### Shark E. Shark in “Which Way To The Ocean?”
A rövidfilm egy bébi cápát követ, aki megpróbál visszajutni az óceánba, miután kilőtték Garmadon cápaágyújából.

#### Zane’s Stand-Up Promo
A rövidfilm a Zane főszereplésével készült stand-up comedy DVD humoros promója.

### Képregények
2017 novemberében megjelent a LEGO Club Magazine-ban a You Just Can’t Get Good Help!, amely a film alapján készült.

### Magazinok
2017. október 4-én megjelent a LEGO NINJAGO Magazine A LEGO NINJAGO film kiadása.

### Videójátékok
2017. szeptember 22-én – a filmmel egy időben – jelent meg a The LEGO NINJAGO Movie Video Game, ami a film alatt játszódik. Ez az első játék, amely Xbox One-on, Nintendo Switch-en, PlayStation 4-en, PlayStation 5-ön és PC-n is játszható.

## További információ
- Hivatalos oldal
- A Lego Ninjago film a Facebookon
- A Lego Ninjago film a PORT.hu-n (magyarul)
- A Lego Ninjago film az Internetes Szinkronadatbázisban (magyarul)
- A Lego Ninjago film az Internet Movie Database-ben (angolul)
- A Lego Ninjago film a Rotten Tomatoeson (angolul)
- A Lego Ninjago film a Box Office Mojón (angolul)